# Svartklubbad dödgrävare
Svartklubbad dödgrävare (Nicrophorus vespilloides) är en skalbagge i familjen asbaggar som lever i Europa, Asien och norra Nordamerika.

## Beskrivning
Svartklubbad dödgrävare blir omkring 10 till 18 mm lång. (Uppgifterna varierar, vissa källor anger ett betydligt snävare intervall, 12 till 16 mm, medan andra menar att den kan bli upp till 28 mm lång). Täckvingarna har två orange tvärband, som hos äldre individer kan mörkna och bli nästan bruna. i övrigt är både täckvingarna och resten av kroppen svarta. Detta gäller även antennerna. Hanen har bredare framfötter än honan. Arten skiljs lättast från liknande arter, som skogsdödgrävare (Nicrophorus investigator), krumbent dödgrävare (Nicrophorus vespillo), Nicrophorus fossor, svartspetsad dödgrävare (Nicrophorus sepultor), och heddödgrävare (Nicrophorus vestigator), på sina helsvarta antenner och raka kanter på bakskenbenen.

## Utbredning
Arten finns i nästan hela Europa med undantag av Island, Spetsbergen och södra Iberiska halvön, samt mera glest österut till Sibirien samt isolerade förekomster i Kamtjatka och Japan. I Nordamerika finns den i Alaska, transkontinentalt i Kanada, och mera glest i nordöstra USA.
Både i Sverige och Finland är arten vanlig i hela landet, och klassificerad som livskraftig (LC).

## Ekologi

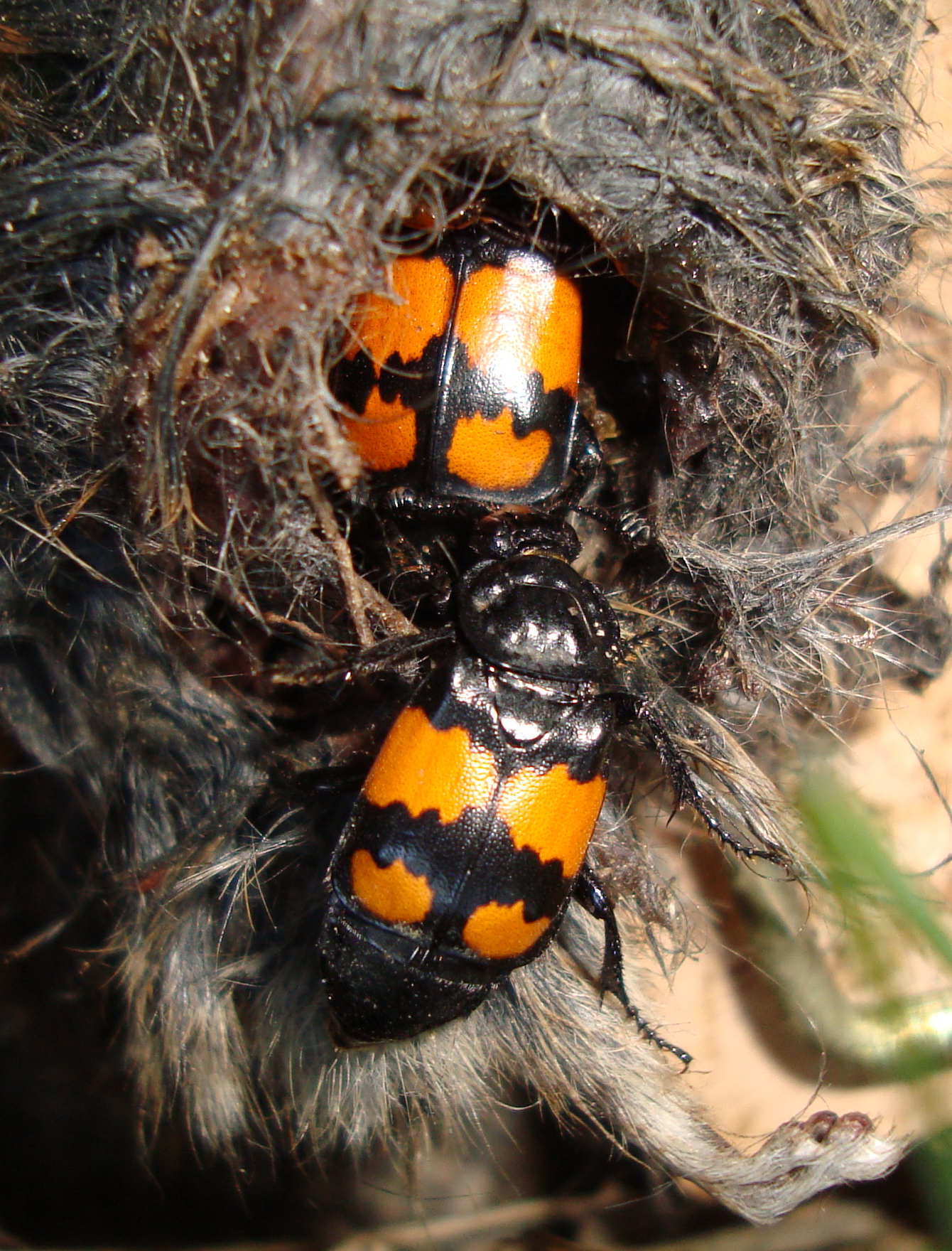
Svartklubbade dödgrävare på en död gnagare.

I Europa utgörs habitatet framför allt av skog, inte minst barrskog, och endast i mindre utsträckning öppen mark. I Nordamerika föredrar arten våtmarker som mossar och träsk.
Dödgrävarnas larver lever av kadaver av mindre däggdjur och fåglar och både de och de vuxna djuren, som bedriver yngelvård, hittas därför oftast där. De vuxna skalbaggarna kan även påträffas i ruttnande växtdelar eller i svamp, där de jagar insektslarver, särskilt av flugor, för egen konsumtion.
Som alla dödgrävare känner den lukten av ruttnande kött på långt håll och flyger dit varifrån lukten kommer. Arten gräver, om den får möjlighet, ner kadavret och lägger sina ägg i detta. Hanen och honan hjälps åt att gräva. De vuxna skalbaggarna hjälps sedan åt att vakta larverna och se till att de har ordentligt med mat. Under de första dagarna matar honan larverna, som är för svaga för att äta själv. Därefter matas avkomman efter varje hudömsning, då käkarna åter är för svaga för att larverna skall kunna äta av födan. Först efter tredje hudömsningen är larverna tillräckligt starka för att kunna äta själva hela tiden.
Hanarna av svartklubbad dödgrävare utsöndrar ett feromon kallat etyl-4-metylheptanoat för att locka till sig honor.